# Laurent Demoulin
Pour les articles homonymes, voir Demoulin.
Laurent Demoulin est un romancier, poète et critique belge d'expression française. Il est en outre chargé de plusieurs cours de littérature à l'université de Liège.

## Biographie
Né en 1966, il étudie à l'université de Liège, où il reçoit les enseignements de Jacques Dubois et de Jean-Marie Klinkenberg et où il enseigne par la suite. Son mémoire pour l'obtention du grade de licencié en philologie (1990) s'intitule Génération Toussaint. Description de la nouvelle tendance du roman français. Sa thèse de doctorat porte quant à elle sur Francis Ponge.
Il a contribué à plusieurs revues telles que Textyles (dont il a codirigé avec Pierre Piret le numéro 38, consacré à Jean-Philippe Toussaint), Le Fram et La Clinique Lacanienne. Il est en outre responsable des Centre d'études et fonds Georges-Simenon de l'Université de Liège et a dirigé le numéro 102 des Cahiers de L'Herne, consacré à cet auteur.
Depuis 2012, il fait partie du comité éditorial de la collection Espace Nord, dont est propriétaire la Fédération Wallonie-Bruxelles.
Son premier roman, intitulé Robinson (Gallimard, 2016), est lauréat du prix Victor-Rossel 2017.
Son frère est le peintre Antoine Demoulin, dit Demant. Deux des dessins de celui-ci ont été publiés en frontispice des recueils Filiation, Même mort, "Palimpseste insistant" et l'édition revue et largement augmentée d'"Ulysse Lumumba"

### Roman
- Robinson, Gallimard, 2016 - Prix Rossel 2017

### Poésie
- Ulysse Lumumba, Éditions Talus d'Approche, 2000 (ISBN 978-2-87246-081-6)Réédition revue et augmentée, Le Cormier, 2014
- Filiation, Éditions Le Fram, 2001
- Trop tard, Tétras Lyre, 2007, prix Marcel Thiry 2009
- Même mort, Éditions du Fram, 2011
- L’Après. Notes éparses au sujet de la poésie (et de la prose), numéro Hors-série (n°32) de La Bafouille incontinente, décembre 2013
- Palimpseste insistant, Tétras Lyre, 2014
- Poésie (presque) incomplète, L'Herbe qui tremble, 2018
- Homo Saltans, Tétras Lyre, 2019. Illustrations d'Antoine Demoulin.

### Essais
- L'hypocrisie pédagogique, Éditions Talus d'Approche, 1999 (ISBN 978-2-87246-070-0)
- Avec Gérald Purnelle (dir.), Textyles n°35 François Jacqmin, Le Cri, 2009
- Une rhétorique par objet : Les mimétismes dans l'œuvre de Francis Ponge, Paris, Hermann, 2011, 278 p. (ISBN 978-2-7056-8045-9)
- Cahiers de l’Herne Georges Simenon (dir.), L’Herne, 2013
- Textyles n°44 Eugène Savitzkaya (dir.), Samsa, 2013
- Avec Jean-Marie Klinkenberg, Petites mythologies liégeoises, Tétras Lyre, 2016

### Préfaces, postfaces
- Lecture et notes du roman d’André Baillon Chalet I, éditions Labor, coll. Espace Nord n°168, 2001
- « Conclusions fictives. Comment peut-on être francophone? » dans Jean-Pierre Bertrand et Lise Gauvin (dir.), Littératures mineures en langue majeure, Peter Lang/Archives et Musée de la littérature/PUM, 2003
- Cosigné avec Jean-Pierre Bertrand, « Autobiopoésie, Cliff, Verheggen, Delaive », dans le volume L’Autobiographie dans l’espace francophone, I. La Belgique, sous la direction d’Estrella de la Torre et de Martine Renouprez, Cádiz, Servicio de publications Universidad de Cádiz, coll. Estudios de Francofonía, 2003
- « William Cliff, de la rue Marché-au-charbon à America », dans Adelaide Russo et Simon Harel (dir.), Lieux propices. L’énonciation des lieux / Le lieu de l’énonciation dans, les contextes francophones interculturels, Laval, Les Presses de l’Université de Laval, coll. InterCultures, 2005
- « Lecture », dans François Emmanuel, La Partie d’échecs indiens, Labor, coll. Espace nord n°195, 2004
- La Salle de bain, revue de presse, Les Éditions de Minuit, 2005Revue de presse du roman La Salle de bain par Jean-Philippe Toussaint
- En collaboration avec Jean-Marie Klinkenberg, « Regards d’écrivains sur Liège et son Palais », dans Demoulin Bruno (dir.), Liège et le Palais des Princes-Évêques, Fonds Mercator, 2008
- « Faire l’amour à la croisée des chemins », dans Toussaint Jean-Philippe, Faire l’amour, Éditions de Minuit, collection Double, 2009
- « Madeleine Bourdouxhe, la pudeur et l’ellipse », dans Kovacshazy Cécile et Solte-Gresser Christiane (dir.), Relire Madeleine Bourdouxhe. Regards croisés sur son œuvre littéraire, P.I.E. Peter Lang/Archives et Musée de la littérature, 2011
- « Des dés qui tournoient dans le vent », préface de Mesures du possible de Karel Logist, l’Arbre à Paroles, 2012
- « La fougère dans le frigo », dans Dambre Marc et Blanckeman Bruno (éds), Romanciers minimalistes 1979-2003. Actes du colloque de Cerisy de juillet 2003, Presses Sorbonne nouvelle, 2012
- « Postface », « Notice biographique » et « Bibliographie » de Serge Delaive, Café Europa, Espace Nord, 2012
- Avec Sindaco Sarah, « Postface », « Notice biographique » et « Bibliographie » de Eugène Savitzkaya, Sang de chien suivi de Les morts sentent bon, Espace Nord, 2012
- « Présentation », « Notice du prologue de l’adaptation théâtrale de La neige était sale » et « Maigret et le clochard, un polar existentiel et poétique adapté à la télévision », dans Les Cahiers de l’Herne Simenon, Paris, Éditions de L’Herne, 2013
- « Mauvaise foi narratologique dans deux romans de Jean-Philippe Toussaint », dans Didier Alexandre et Pierre Schoentjes avec la collaboration d’Irina De Herdt et Sarah Sindaco, L’Ironie : formes et enjeux d’une écriture contemporaine, Classiques Garnier, coll. Rencontre n°56, 2013
- « Les paradoxes du silence », « avant-dire » du recueil anthologique de Béatrice Libert, Un chevreuil dans le sang, L’Arbre à Paroles, collection « Anthologies », 2014
- « Le névrosé dépressif de Maigret tend un piège », dans Julien Van Beveren (dir.), Littérature, langue et didactique. Hommages à Jean-Louis Dumortier, Presses Universitaires de Namur, collection « Diptyque »
- « Staline et les Sex Pistols. Emmanuel Carrère, Limonov (2011) », dans Jacques Dubois (dir.), Sexe et Pouvoir dans la prose française contemporaine, Presses universitaires de Liège, coll. « Situations », 2015
- « Postface » de Pierre Puttemans, La Constellation du chien, Espace Nord, 2015

## Prix et distinctions
- Prix Marcel Thiry 2009 pour Trop tard.
- Prix Emile Polak en 2000 de l'ARLLF pour Filiation.
- Prix Rossel 2017 pour Robinson.